# Halfstar luchtschip

Het halfstarre luchtschip Pax in 1902

Een halfstar of halfstijf luchtschip is een luchtschip met een gedeeltelijk skelet (stijve kiel). Een bekend type halfstar luchtschip is de Zeppelin NT van de Duitse firma "Luftschiffbau Zeppelin GmbH".